# Monique Vuaillat
Pour les articles homonymes, voir Vuaillat.
Monique Vuaillat, née en 1941,  est une syndicaliste française qui a dirigé le Syndicat national des enseignements de second degré (SNES) de 1984 à 1999.

## Biographie
Monique Gauthier est née le 22 mai 1941 à Bourg-en-Bresse (Vuaillat est son nom d'épouse qu'elle conservera après son divorce). Son père est ouvrier puis agent de maîtrise à EDF, militant à la CGT et sa mère, ouvrière dans une tannerie où elle est déléguée du personnel. Monique Gauthier est l'ainée de trois filles. Après l'école primaire, elle suit sa scolarité dans un collège technique où elle obtient le brevet d'enseignement commercial (BEC, équivalent d'un bac professionnel).
À 21 ans, elle enseigne la sténodactylographie comme maîtresse auxiliaire à Saint-Claude dans le Jura puis est nommée professeure technique adjointe de commerce au lycée Bréquigny à Rennes. Elle adhère au Syndicat national des enseignements de second degré (SNES) dès son entrée dans le métier. Militante locale, elle entre en contact avec la direction nationale du syndicat en participant, en 1968, à l'un des premiers stages nationaux de formation organisé par le SNES.
Elle entre à la direction nationale en 1971, comme secrétaire nationale adjointe au secteur pédagogique, alors animé par Jean Petite. Elle occupe ensuite diverses fonctions au sein du secrétariat, jusqu'en 1984, lorsqu'elle est élue secrétaire générale, en remplacement de Gérard Alaphilippe démissionnaire. Elle conserve ce poste jusqu'en 1999. 
Pendant ces quinze années, elle marque le syndicat de son empreinte et de sa façon de travailler. Principalement entourée d'hommes à la direction du syndicat (en 1999, elle est la seule femme du secrétariat général, à côté de six secrétaires généraux adjoints), elle sait jouer de son charisme et de son aura dans la profession.
Si pendant cette longue période de direction, elle a pu susciter de la sympathie et de l'admiration, elle a dû aussi faire face à des problèmes très importants. Dès son arrivée à la tête du SNES, en effet, elle doit participer au « règlement » de la guerre scolaire. Le projet d'unification porté par la gauche au pouvoir, qui ne satisfait ni les partisans de l'école publique, ni ceux de l'enseignement privé, participe de la fin du gouvernement d'union PS-PCF, et laisse le camp laïque abattu.
Cette même année, le courant Front Unique Ouvrier, proche des trotskystes lambertistes, décide de faire scission du SNES et de créer, avec l'apport de militants gaullistes, un syndicat Force ouvrière (FO) dans le second degré. Les élections professionnelles qui suivent voient les listes FO entamer largement le résultat de celles du SNES, qui, pour la seule et unique fois de son histoire, passe en dessous de la barre des 50 % des suffrages exprimés dans les catégories qu'il représente.
La direction du SNES reprend cependant l'offensive en portant un double projet, à la fois de démocratisation du second degré et de revalorisation de la condition des enseignants. En 1985, c'est la création des bacs professionnels, que le SNES n'approuve pas sous la forme proposée, mais qui répondent à sa demande d'élévation du niveau de qualification des jeunes par la diversification des voies de formation.
En 1988, le SNES obtient l'arrêt du recrutement des professeurs d’enseignement général de collège (PEGC), qui étaient les derniers titulaires du second degré à être recrutés à un niveau inférieur à la licence ; c'est une réponse à une des demandes du SNES concernant la qualification des enseignants des collèges et lycées.
L'année suivante, c'est à la suite d'une vaste campagne de mobilisation et d'un affrontement personnel assez lourd entre Monique Vuaillat et Claude Allègre (alors principal conseiller du ministre de l'Éducation nationale Lionel Jospin), que le SNES obtient enfin une revalorisation des enseignants du second degré.
Cette période révèle cependant l'ampleur des divergences entre la direction de la Fédération de l'Éducation nationale (FEN) et le courant minoritaire Unité et Action, dont Monique Vuaillat, comme toute la direction du SNES, fait partie. La tension monte rapidement jusqu'à la scission, en 1992, de la fédération, et la création par les minoritaires, dont le SNES, d'une nouvelle Fédération syndicale unitaire (FSU). La période d'euphorie qui suit la mise en place de ce nouveau rassemblement dans le paysage syndical, et sa victoire aux élections professionnelles enseignantes de décembre 1993, est de courte durée. Outre les difficultés de fonctionnement qui aboutiront au départ du SNETAA, l'arrivée de Claude Allègre au ministère de l'éducation nationale, en 1997, va dresser les enseignants du second degré contre le gouvernement de gauche mené par Lionel Jospin.
Monique Vuaillat fait alors face à des attaques personnelles reposant sur des rumeurs et des calomnies. On l'accuse d'avoir des relations privées avec l'ancien ministre de l'éducation nationale François Bayrou, entre autres. Malgré tout ce qui peut les opposer sur le fond, — et les orientations de leurs organisations syndicales sont particulièrement divergentes —, c'est sans doute une des raisons qui fera que Monique Vuaillat prendra souvent la défense de la secrétaire générale de la CFDT, Nicole Notat, dans cette période.
Lassée d'être ainsi exposée en première ligne, elle propose de transformer en 1999 la direction du SNES en secrétariat général collectif, dont elle fait partie dans un premier temps. Elle est ensuite élue cosecrétaire générale de la Fédération syndicale unitaire (FSU), en tandem d'abord avec Daniel Le Bret, puis avec Pierre Duharcourt.
En 2001, elle prend sa retraite et quitte ses mandats syndicaux pour créer la Maison des Enseignants. Par la suite, elle prend ses distances avec les orientations de son syndicat, appelant notamment à voter pour le traité constitutionnel européen en 2005. 
On a prêté souvent à Monique Vuaillat des désirs de participation à la vie politique, sans que rien se concrétise jusqu'en 2008, où elle est élue à la municipalité de Grenoble, sur la liste conduite par Michel Destot. Elle devient alors adjointe à l’habitat et au logement et présidente d’ACTIS, l’office local d’HLM. Lors des élections de 2014, elle se présente sur la liste de Jérôme Safar mais n'est pas réélue.
Depuis 2010, Monique Vuaillat est membre du jury du prix Jean Maitron.